# Płaskowyż Lipy

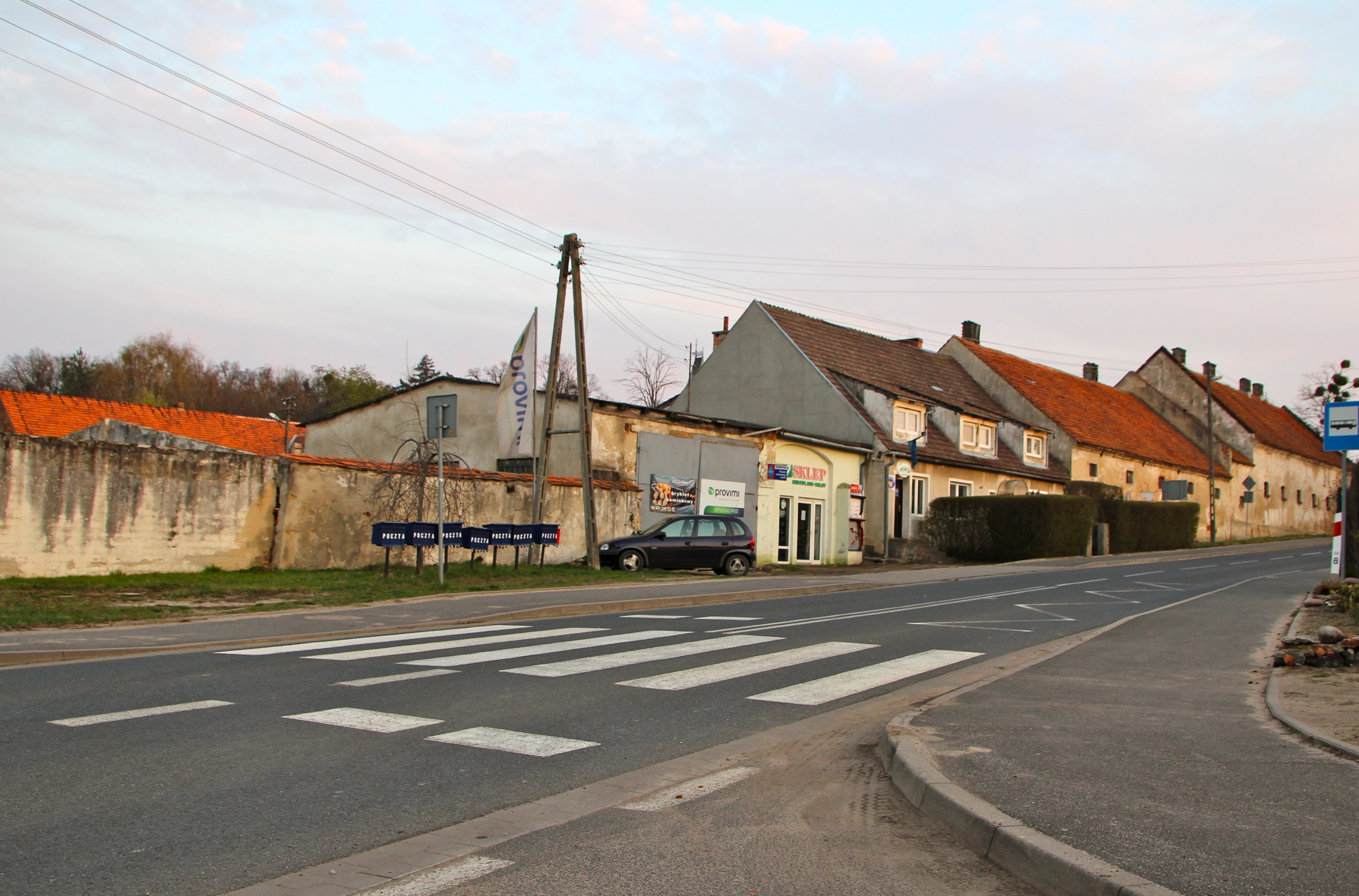
Wielka Lipa

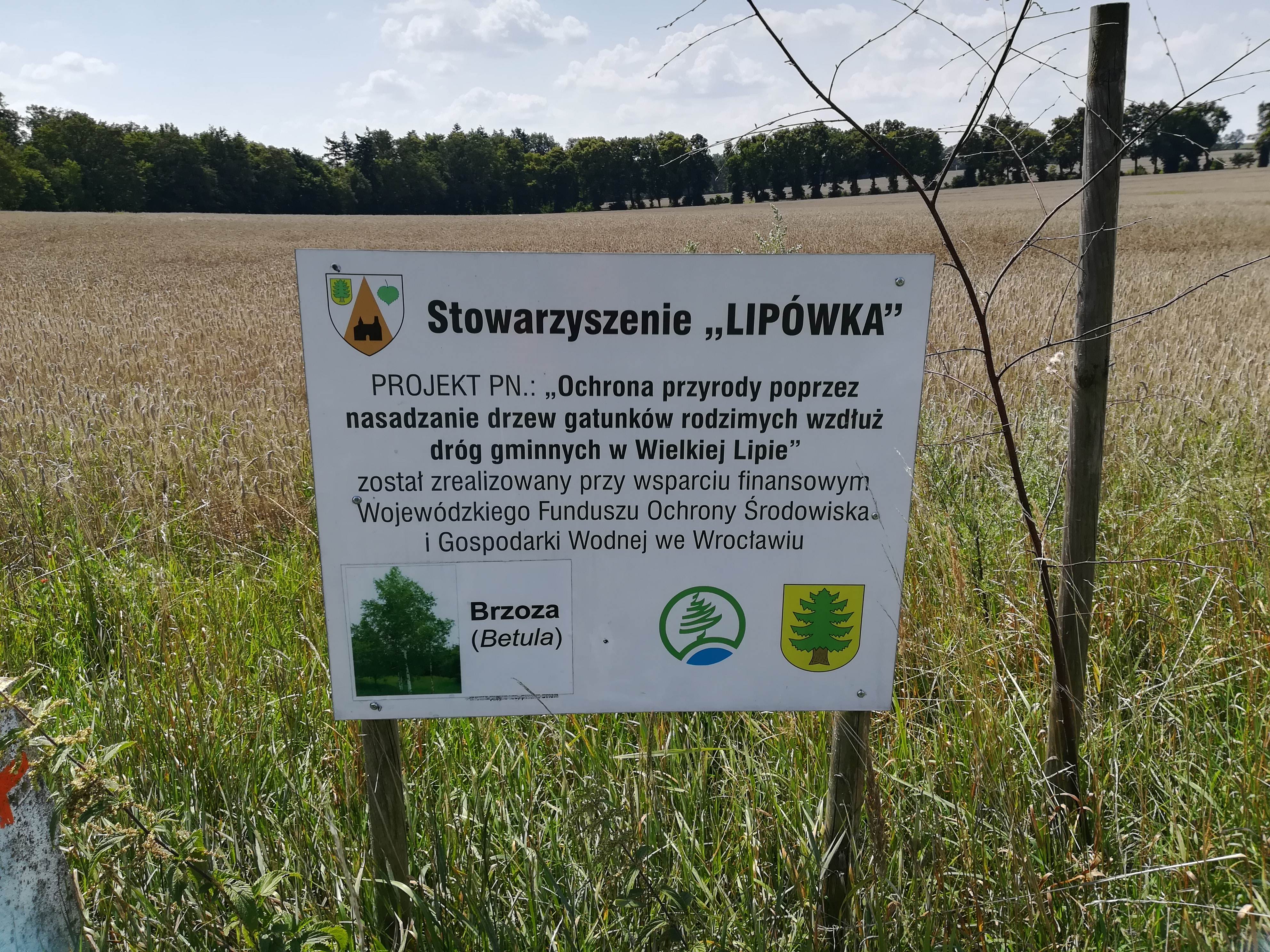
okolice Wielkiej Lipy

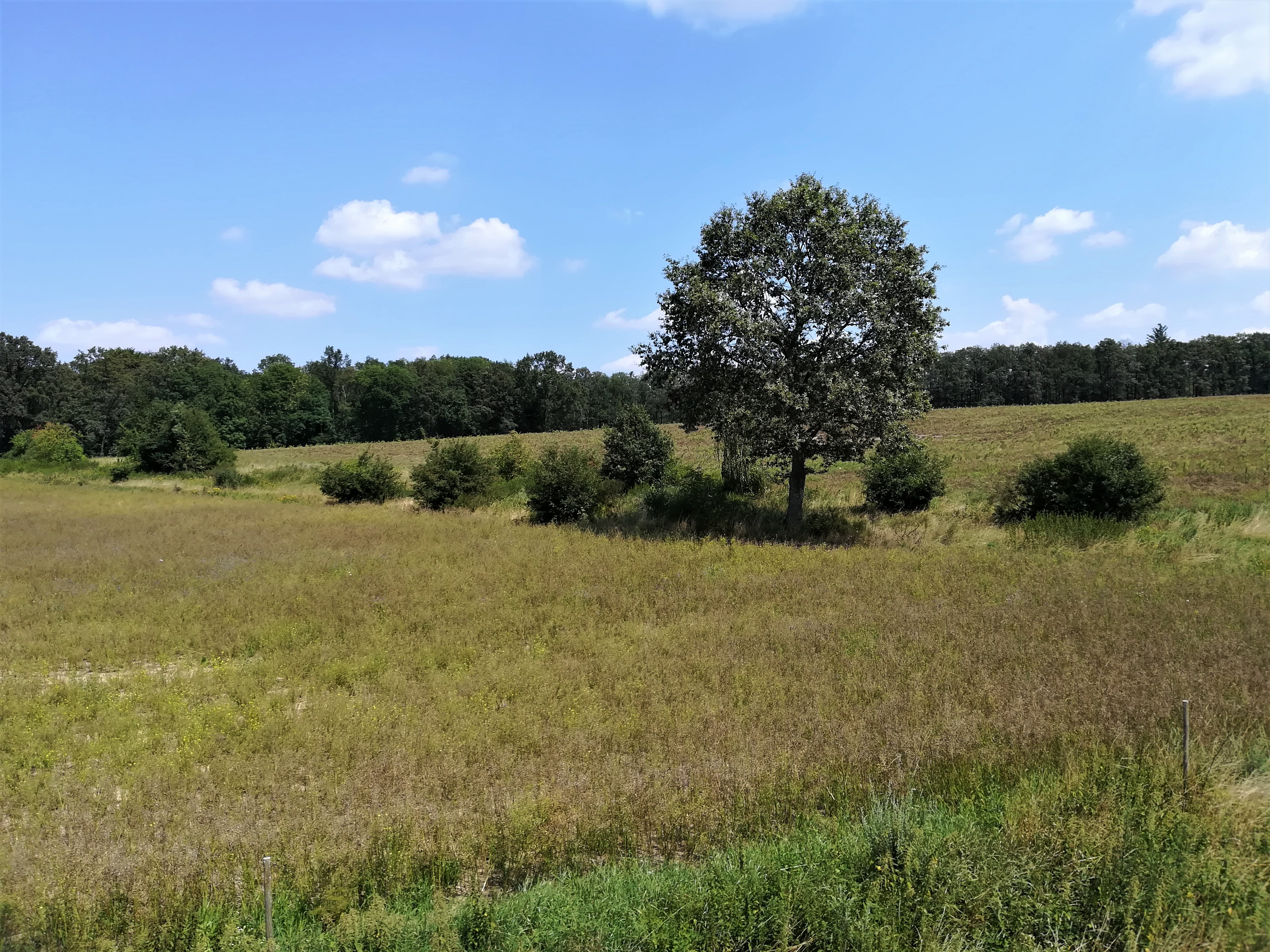
okolice Wielkiej Lipy

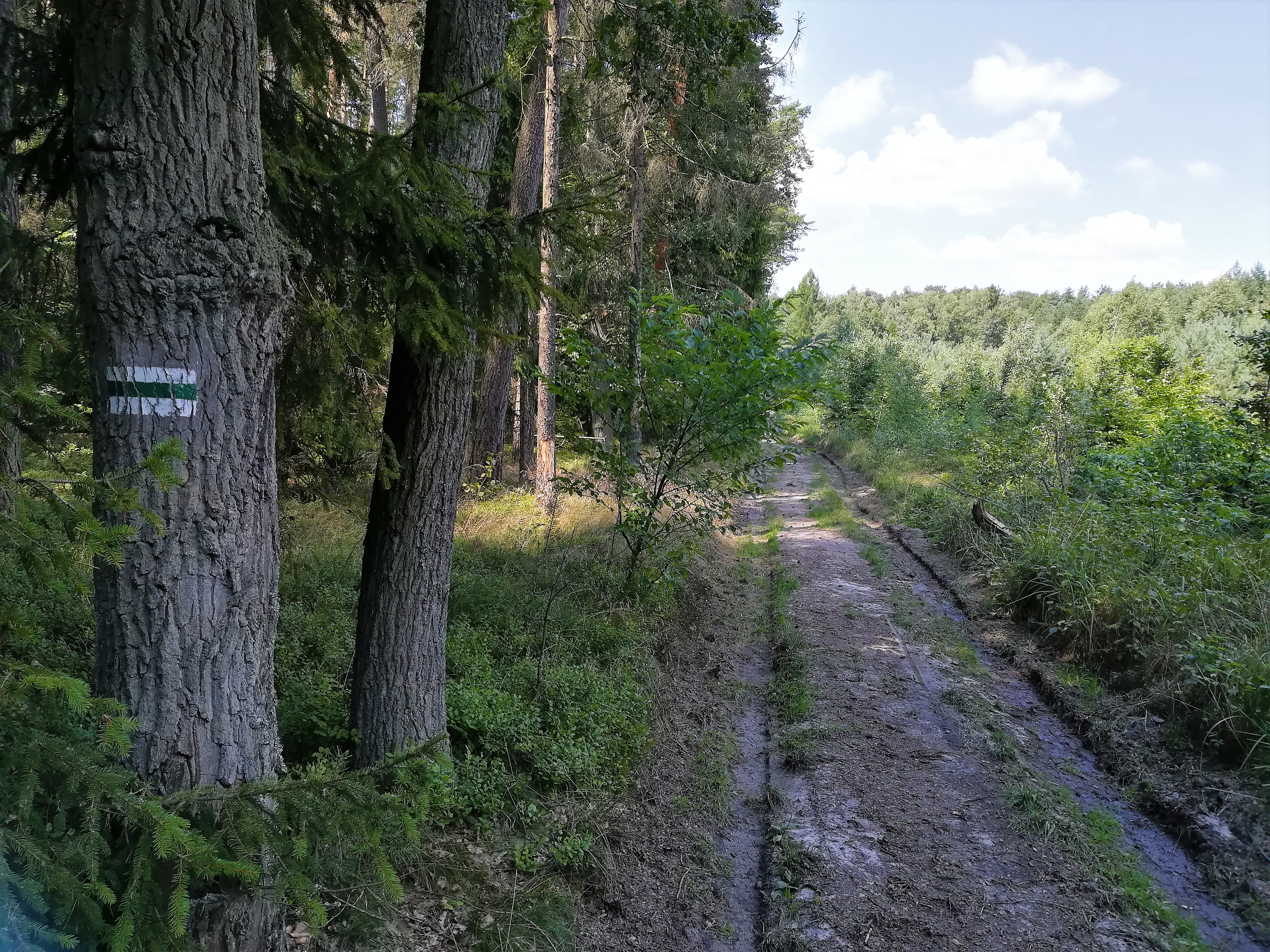
szlak zielony przez las

Płaskowyż Lipy – płaskowyż położony w paśmie Wzgórz Trzebnickich w obrębie Grzbietu Trzebnickiego. Pod względem podziału administracyjnego znajduje się w Gminie Oborniki Śląskie. Położona jest tu miejscowość Wielka Lipa.

## Położenie i otoczenie
Płaskowyż położony jest w paśmie Wzgórz Trzebnickich, będących mezoregionem o identyfikatorze 318.44 (według regionalizacji fizycznogeograficznej opracowanej przez Jerzego Kondrackiego), należących do Wału Trzebnickiego (makroregion o indeksie 318.4). W ramach tych Wzgórz Trzebnickich wyróżnia się także mikroregion obejmujący Płaskowyż Lipy – Grzbiet Trzebnicki (mikroregion o indeksie 318.444), przy czym płaskowyż położony jest w jego zachodniej części. Pod względem regionalizacji przyrodniczo-leśnej wzgórze położone jest w mezoregionie Wzgórz Trzebnicko-Ostrzeszowskich.
W ramach Wzgórz Trzebnickich, w szczególności Grzbietu Trzebnickiego, płaskowyż od wschodu ograniczony jest Długim Wzgórzem i Morzęcińską Górą, od południa i południowego zachodu wzniesieniami takimi jak Rościsławicka Góra, Strużek, Spadziste, Głaźnik i Sienna, za którymi kończy się obszar wzgórz i rozpościera się Pradolina Wrocławska (indeks 318.52) i Wysoczyzna Rościsławska (indeks 318.51), po stronie północnej znajdują się kolejne wzniesienia Grzbietu Trzebnickiego takie jak Podlesiec i Osolińska Góra, a w kierunku północno-zachodnim położone są wzniesienia takie jak Godzięcińska Góra i inne wzniesienia, należące już do mikroregionu Wzgórz Skrzypińskich (indeks 318.443).
Pod względem podziału administracyjnego płaskowyż jest położone w Gminie Oborniki Śląskie, powiecie Trzebnickim, województwie Dolnośląskim, jednostka ewidencyjna Oborniki Śląskie – obszar wiejski, obręb ewidencyjny Wielka Lipa – Osola.

## Charakterystyka
Punkt główny płaskowyżu położony jest przy miejscowości Wielka Lipa. Wieś ta liczy ponad 400 mieszkańców. Teren znajduje się na wysokości bezwzględnej od 170 do 200 m n.p.m.. Wokół niej rozciągają się użytki rolne otoczone z kolei lasami, w tym od wschodu i południowego wschodu tzw. Lasami Obornickimi (które historycznie nosiły nazwę Leiper Wald pochodzącą od nazwy miejscowości Wielka Lipa), a od zachodu i południowego zachodu tzw. Lasami Rościsławickimi. Przez płaskowyż przepływa potok o nazwie Jodłówka, który kieruje swój bieg w stronę południowo-zachodnią. Przez płaskowyż przebiega między innymi droga z Obornik Śląskich do Wielkiej Lipy i dalej do Osolina. Odcinek tej drogi od Obornik Śląskich do Wielkiej Lipy nazwany jest Drogą Francuską (Franzosen straße). Przez płaskowyż prowadzą różne szlaki turystyczne, w tym szlaki piesze, szlaki rowerowe i szlak konny, w tym między innymi pieszy szlak zielony.

## Nazwa
Nazwa własna – Płaskowyż Lipy – jest nazwą niestandaryzowaną, gdyż została ustalona i ujęta w państwowym rejestrze nazw geograficznych na podstawie wywiadu terenowego. Odnosi się ona do ukształtowania terenu określonego w tym rejestrze jako płaskowyż. W rejestrze tym przypisano jej identyfikator: PRNG – 235632, identyfikator IIP – PL.PZGiK.320.NGRP.235632. Podaje on następujące współrzędne geograficzne punktu głównego obszaru płaskowyżu: szerokość geograficzna – 51°19'15" N, długość geograficzna – 16°50'53" E. W rejestrze tym obowiązuje od 30.03.2015 r..